# Дав Вали (Колорадо)
Дав Вали (енгл. Dove Valley) насељено је место без административног статуса у америчкој савезној држави Колорадо.

## Демографија
По попису из 2010. године број становника је 5.243.
| Група             | 2000.    | 2010.         |
| Белци             | 0 (0,0%) | 3.556 (67,8%) |
| Афроамериканци    | 0 (0,0%) | 335 (6,4%)    |
| Азијати           | 0 (0,0%) | 347 (6,6%)    |
| Хиспаноамериканци | 0 (0,0%) | 834 (15,9%)   |
| Укупно            | 0        | 5.243         |